# 7307 Takei
7307 Takei
7307 Takei là một tiểu hành tinh vành đai chính có quỹ đạo Mặt trời.